# Aichryson bollei
Aichryson bollei är en fetbladsväxtart som beskrevs av Philip Barker Webb och Carl August Bolle. Aichryson bollei ingår i släktet Aichryson och familjen fetbladsväxter. Inga underarter finns listade i Catalogue of Life.